# Gerrhosaurus nigrolineatus
Espèce
Synonymes
- Gerrhosaurus flavigularis forma intermedia Lönnberg, 1907
- Gerrhosaurus nigrolineatus ahlefeldti Hellmich & Schmelcher, 1956
- Gerrhosaurus nigrolineatus australis Fitzsimons, 1939

Gerrhosaurus nigrolineatus est une espèce de sauriens de la famille des Gerrhosauridae.

## Répartition
Cette espèce se rencontre au  Gabon, au Kenya, en Tanzanie, au Congo-Kinshasa, en Angola, en Zambie, au Malawi, au Mozambique, au Zimbabwe, au Botswana, en Namibie et en Afrique du Sud.

## Description
Cette espèce est ovipare.

## Publication originale
- Hallowell, 1857 : Notes of a collection of reptiles from the Gaboon country, West Africa, recently presented to the Academy of Natural Sciences of Philadelphia, by Dr. Herny A. Ford. Proceedings of the Academy of Natural Sciences of Philadelphia, vol. 9, p. 48-72 (texte intégral).